# Kerstin Thorvall
Kerstin Thorvall (Eskilstuna, 1925. augusztus 12. – Stockholm, 2010. április 9.) svéd író, grafikus, újságíró.

## Művei
- 1957 – Förstå mig
- 1959 – Boken till dig
- 1960 – Kvinnoglädje
- 1960 – För henne
- 1961 – Flicka i april
- 1962 – Någon att tycka om
- 1963 – Flicka i Paris
- 1964 – Flickan i verkligheten
- 1965 – Den nya kvinnan
- 1965 – Dubbelroll
- 1965 – Porträtt av ett mycket litet barn
- 1965 – Andra boken till dig
- 1966 – Jag vill dansa
- 1966 – Gunnar gör mål
- 1966 – Anders och hans stora bror
- 1967 – Fula ord är så sköna
- 1967 – Det var inte meningen
- 1967 – När Gunnar ville spela ishockey
- 1967 – Thomas – En vecka i maj
- 1968 – Kvinnor och barn
- 1968 – Gunnar vill inte klippa håret
- 1969 – ”Vart ska du gå?" "Ut"
- 1970 – Anders leker kurragömma
- 1970 – Peter möter Cecilia
- 1970 – Nämen Gunnar!
- 1971 – Följetong i skärt och svart
- 1971 – I min trotsålder
- 1971 – Resan till Italien
- 1971 – I stället för en pappa – magyarul: Pótpapa, fordította Dani Tivadar, Molnár Péter rajzaival, Budapest, Piknik könyvek, Móra, 1987.
- 1972 – Jag vet hur det känns-
- 1972 – Mamma, var är du?
- 1972 – Hur blir det sen då?
- 1973 – Men akta dig, så att du inte blir kär
- 1973 – Tala mera om det
- 1973 – Sergio i Chile
- 1973 – Jag vill också vara med
- 1974 – Min pappa säger att din pappa sitter i fängelse
- 1974 – Godnattsagor om Anders, nästan 4
- 1975 – Sara
- 1975 – Vart ska du gå? Vet inte
- 1976 – Det ska vara en farmor i år
- 1976 – Att älska Sussy
- 1976 – Det mest förbjudna
- 1977 – Den lyckliga kärleken
- 1977 – Oskuldens död
- 1977 – Mer om Sara
- 1978 – Anders hittar en kattunge
- 1979 – Ensam dam reser ensam
- 1980 – Doften av pion
- 1980 – Jonas och kärleken
- 1981 – Din lycka är min
- 1982 – Tänk om det är klimakteriet
- 1984 – Ett fönster på glänt
- 1985 – Kärleksdikter
- 1985 – Den försvunna mamman
- 1985 – Johanna
- 1987 – Tacka och ta emot och andra berättelser om kärlekens förvillelser
- 1987 – Svart resa
- 1991 – Nedstigen ängel
- 1993 – När man skjuter arbetare...
- 1995 – I skuggan av oron
- 1998 – Från Signe till Alberte
- 1999 – Berättelsen om Signe
- 1999 – Provokationer, passioner, personer och en eller annan hyacint
- 2000 – Jag minns alla mina älskare och hur de brukade ta på mig
- 2001 – Nödvändigheten i att dansa
- 2003 – Upptäckten
- 2005 – Jag är en grön bänk

## Magyarul
- Pótpapa; ford. Dani Tivadar; Móra, Bp., 1987 (Piknik könyvek)

A regényt Hegyi Árpád Jutocsa rádióra alkalmazta.

## Fordítás
- Ez a szócikk részben vagy egészben  a   Kerstin Thorvall című svéd Wikipédia-szócikk ezen változatának fordításán alapul.  Az eredeti cikk szerkesztőit annak laptörténete sorolja fel. Ez a jelzés csupán a megfogalmazás eredetét és a szerzői jogokat jelzi, nem szolgál a cikkben szereplő információk forrásmegjelöléseként.